# Сридхад Рангаян
Сридхар Рангаян (род. 2 апреля 1962 года) — индийский кинорежиссёр
, сценарист, продюсер. Родился в городе Мандья, штат Карнатака, Индия. Рангаян является ЛГБТ-активистом, занимает роль директора Международного ЛГБТ-кинофестиваля KASHISH в Мумбаи. Также, Сридхар Рангаян — сооснователь и доверенное лицо Хамсафар Траст (англ. The Humsafar Trust), неправительственной организации, занимающейся ЛГБТ волонтерской деятельностью. Является директором кинофестиваля Флешпойнт за человеческие права, который проводится в Мумбаи с 2010 года.

## Личная жизнь
Окончил Национальный институт технологии Карнатаки, а затем Индустриальный центр дизайна по специализации Визуальные коммуникации. В начале своей карьеры Сридхар Рангаян снимал многосерийные фильмы для телевидения («Риштей», «Губбаре» и т. д.).

## Особенности творчества
Жанр фильмов Рангаяна — драма, мелодрама, короткометражный фильм. Сридхар Рангаян вдохновлялся творчеством бенгальского режиссера Ритупарно Гхоша (1963—2013), который в своих фильмах затрагивал такие сложные социальные темы, как развод, гомосексуальность и гендерная идентичность.
Его работа «Розовое зеркало» не прошла цензуру и была запрещена к просмотру в Индии из-за того, что сюжет фильма затрагивает проблемы трансгендерных людей, сообщества, которое остается маргинализированным.
«Гей, чем и горжусь» («Yours Emotionally») — фильм, снятый в совместном производстве Индии и Великобритании, был выбран для участия в ЛГБТ кинофестивалей «Фреймлайн» в Сан-Франциско, Нью-Йорке, Амстердаме и др.
«Фиолетовые небеса» — первый документальный фильм на ЛГБТ тематику, одобренный цензурой для показа на государственной медиа-сети Doordarshan — бродкаст-сервисе.

## Фильмография
- 1999 — «Риштей» (англ. Rishtey) (сериал)
- 1999 — «Губбаре» (англ. Gubbarey) (сериал)
- 1999 — «Кришна Арджун» (англ. Krishna Arjun) (сериал)
- 1999 — «Кагаар» (англ. Kagaar) (сериал)
- 2003 — «Поразительная шестерка» (хинди Yeh Hai Chakkad Bakkad Bumbe Bo)
- 2004 — «Пяар Ки Кашти Меин» (хинди Pyaar Ki Kashti Mein) (сериал)
- 2006 — «Розовое зеркало» (англ. The Pink Mirror, хинди Gulabi Aaina) (короткометражка)
- 2007 — «Гей, чем и горжусь» (англ. Yours Emotionally)
- 2007 — «68 страниц» (англ. 68 Pages)
- 2008 — «Мосты надежды» (англ. Bridges of Hope) (документальная короткометражка)
- 2011 — «Проект Боло: Индийское ЛГБТ движение» (англ. Project Bolo:Indian Lgbt Movement) (документальная короткометражка)
- 2014 — «Фиолетовые небеса» (англ. Purple Skies) (документальный фильм)
- 2014 — «Aа Мускураа» (хинди Aa Muskuraa) (образовательный фильм)
- 2015 — «Освобождение» (англ. Breaking Free) (криминальный фильм/исторический документальный фильм)
- 2018 — «Вечерние тени» (англ. Evening Shadows) (драма)

## Награды
Фильмы Сридхара Рангаяна получали награды на индийских и международных кинофестивалях. Самый примечательные из которых:
- Национальная кинопремия за лучший монтаж в категории нонфикшен (за «Освобождение»/ 'Breaking Free')
- Приз за лучший сценарий на Южно-Азиатском кинофестивале в Чикаго, США (за «Вечерние тени»/'Evening Shadows')
- Приз зрительских симпатий за Лучший Интернациональный фильм на кинофестивале «Out On Film», Атланта, США (за «Вечерние тени»/'Evening Shadows')
- Приз жюри за лучший мужской фильм на кинофестивале Геев и Лесбиянок Северной Каролины (за «Вечерние тени»/'Evening Shadows')
- Награда за «Празднование смелости» (‘Celebration of Courage’) на «OUT HERE NOW», Канзасском ЛГБТ кинофестивале (за «Вечерние тени»/'Evening Shadows')
- Награда «Свободны быть собой» ('Free To Be Me') на ЛГБТ-кинофестивале «Розовые дни», Амстердам (за «Вечерние тени»/ 'Evening Shadows')
- Награда имени Барбары Гиттинг (Barbara Gittings) на «qFLIX» (Филадельфийский международный фестиваль гейского и лесбийского кино) 2016 г., Филадельфия, США (за «Освобождение»/Breaking Free')
- Лучший фильм на социальную тематику на Интернациональном кинофестивале «Ахмадабад» (Ahmadabad International Film Festival) 2009, Индия (за «68 страниц»/ 68 Pages)
- Серебряную награду «Реми» на «Уорлдфест» (WorldFest) 2008, Хьюстон, США (за «68 ситраниц»/ 68 Pages)
- Приз жюри за Лучший фильм на кинофестивале «Файер Айленд» в г. Нью-Йорке 2004 (за «Розовое зеркало» /«Gulabi Aaina»)